# Christophe Tinseau
Christophe Tinseau (ur. 18 grudnia 1969 roku w Nouan-le-Fuzelier) – francuski kierowca wyścigowy.

## Kariera
Tinseau rozpoczął karierę w wyścigach samochodowych w 1990 roku od startów we Francuskiej Formule Renault. Z dorobkiem 25 punktów uplasował się na jedenastej pozycji w klasyfikacji generalnej. Rok później w tej samej serii był już wicemistrzem. W późniejszych latach pojawiał się także w stawce Francuskiej Formuły 3, Masters of Formula 3, Grand Prix Monako Formuły 3, Grand Prix Makau, Niemieckiej Formuły 3, Formuły 3000, CART PPG/Firestone Indy Lights Championship, 24-godzinnego wyścigu Le Mans, FIA GT Championship, Sports Racing World Cup, American Le Mans Series, French GT Championship, Le Mans Endurance Series, Francuskiego Pucharu Porsche Carrera, Le Mans Series, Asian Le Mans Series, Sportscar Winter Series, NASCAR Whelen Euro Series, Intercontinental Le Mans Cup, V de V Challenge Endurance Moderne, Trophee Proto, FIA World Endurance Championship oraz European Le Mans Series.
W Formule 3000 Francuz startował w latach 1995-1996. W pierwszym sezonie startów w ciągu siedmiu wyścigów, w których wystartował, uzbierał łącznie jeden punkt. Dało mu to szesnaste miejsce w klasyfikacji generalnej. Rok później Tinseau raz stanął na podium. Uzbierane osiemnaście punktów dało mu szóste miejsce w końcowej klasyfikacji kierowców.